# Nemanja Đurišić
Nemanja Đurišić (en serbio Немања Ђуришић, Podgorica, 23 de febrero de 1992) es un baloncestista montenegrino que pertenece a la plantilla del Stal Ostrów Wielkopolski de la Polska Liga Koszykówki. Con 2,03 metros de estatura, juega en la posición de alero y ala-pívot.

## Trayectoria deportiva

### Universidad
Tras formarse en las categorías inferiores del KK Budućnost Podgorica, sus dos últimos años de instituto los pasó en Estados Unidos, para posteriormente jugar cuatro temporadas con los Bulldogs de la Universidad de Georgia, en las que promedió 8,6 puntos, 4,4 rebotes y 1,1 asistencias por partido.

#### Estadísticas
| Año     | Equipo  | PJ  | PT | MPP  | %TC  | %3P  | %TL  | RPP | APP | ROB | TPP | PPP  |
| ------- | ------- | --- | -- | ---- | ---- | ---- | ---- | --- | --- | --- | --- | ---- |
| 2011–12 | Georgia | 32  | 12 | 19.8 | .405 | .364 | .659 | 4.2 | 0.8 | 0.4 | 0.2 | 7.0  |
| 2012–13 | Georgia | 32  | 10 | 24.4 | .395 | .317 | .747 | 4.3 | 1.4 | 0.5 | 0.3 | 7.9  |
| 2013–14 | Georgia | 34  | 3  | 22.9 | .482 | .432 | .684 | 4.0 | 0.8 | 0.5 | 0.4 | 8.4  |
| 2014–15 | Georgia | 33  | 32 | 30.0 | .468 | .340 | .704 | 5.2 | 1.5 | 0.7 | 0.5 | 11.0 |
| Total   | Total   | 131 | 57 | 24.3 | .438 | .363 | .702 | 4.4 | 1.1 | 0.5 | 0.3 | 8.6  |

### Profesional
Tras no ser elegido en el Draft de la NBA de 2015, en el mes de agosto fichó por el Stelmet Zielona Góra de la PLK por una temporada, en la que promedió 7,4 puntos y 5,2 rebotes saliendo desde el banquillo, logrando su primer título de liga. En julio de 2016 renovó pir una temporada más, en la que fue ya más habitual verlo formar en el quinteto inicial, promediando 10,7 puntos y 4,8 rebotes por partido.
En julio de 2017 fichó por el Telekom Baskets Bonn de la Basketball Bundesliga alemana, donde jugó una temporada en la que promedió 7,2 puntos y 4,0 rebotes por partido.
El 22 de agosto de 2018 firmó contrato por dos temporadas con el BC Oostende de la Pro Basketball League, la primera división belga.
En julio de 2020, se hizo oficial su llegada a la liga española de la mano del Movistar Estudiantes
El 14 de agosto de 2022, firma por el Stal Ostrów Wielkopolski de la Polska Liga Koszykówki.

### Selección nacional
Đurišić debutó con la selección de Montenegro en la fase de clasificación para el EuroBasket 2017 para el que finalmente se clasificaron. Promedió 9,7 puntos y 2,7 rebotes por partido.

### Redes sociales
- Nemanja Đurišić en X (antes Twitter)
- Nemanja Đurišić en Facebook
- Nemanja Đurišić en Instagram

- Datos: Q24943593
- Multimedia: Nemanja Đurišić / Q24943593